# Аћех
Аћех (инд. Aceh ) једна је од 34 провинције Индонезије. Провинција се налази на острву Суматра на крајњем западу Индонезије. Покрива укупну површину од 57.956 км ² и има 4.494.410 становника (2010). Центар провинције је град Банда Аћех.

## Демографија
Становништво чине: Аћехини (79%) и други. Доминантна религија је ислам (98%). Аћех је у средњем веку и касније био познат као Султанат Аћех, затим и као Аћех Дарусалем, те у ХХ веку као Посебни регион Аћех (1959—2009) и сад је (само) Аћех (од 2009. до данас).
| 1971.     | 1980.     | 1990.     | 1995.     | 2000.     | 2010.     |
| --------- | --------- | --------- | --------- | --------- | --------- |
| 2.008.595 | 2.611.271 | 3.416.156 | 3.847.583 | 3.930.905 | 4.494.410 |

## Галерија
- Фолклор са Аћеха
- ,, Велика џамија" у Банда Аћеху
- Аћешки борци за независност провинције